# Ранни птици на авиацията
The Early Birds of Aviation (Ранни птици на авиацията) е организация, посветена на историята на първите пилоти. Организацията е създадена през 1928 г. и приема членство от 598 пионери-авиатори. 
Членството е било ограничено само за тези, които управляват планер, газов балон или самолет преди 17 декември 1916 година, покривайки целия пионерски период на авиацията и само малко над две години в Първата световна война. Датата на 17 декември е избрана, за да съответства на първите полети на Уилбър и Орвил Райт. 1916 година е била определена като крайна, защото през 1917 година голям брой хора са били обучени като пилоти за Първата световна война. Дванадесет от авиаторите са били жени.
Оригиналната организация се разпуска, след като последният жив член почива. Това стана със смъртта на 99-годишния Джордж Д. Грунди мл. на 19 май 1998 година. Организацията е била рестартирана и се занимава със събирането и публикуването на биографии на тези, които са отговаряли на краен срок през 1916 година. Има много пилоти, които са летели самостоятелно преди краен срок през 1916 година, но никога не са кандидатствали за членство в клуба. Някои от тях са станали почетни членове.

## Членове
Членове на Early Birds of Aviation: 

### А
- Никълъс Рипен Абърли (1891 – 1983).Построил и управлявал самолет с конфигурация тласкач в Миниола, Ню Йорк, на Лонг Айлънд през септември 1910 г. Управлява самолета сам през октомври 1910 г. [3]
- Лейтенант Стедъм Акър (1896 – 1952).Лейтенант във Военноморската въздушна служба от 1918 до 1919 г.
- Рейнолд Едуард Акър (1889 – 1966)
- Бакстър Харисън Адамс (1885 – 1951)
- Клара Адамс (1884 – 1971). Известна като „девойката на първите полети“, Адамс поставя редица рекорди като жена пътник на самолет (не пилот).. Предприема първия си полет през 1914 г.Участва в първото плаване на въздушните кораби <i id="mwzw">Граф Цепелин</i> и Хинденбург . [4]
- Уолтър Джоузеф Адемс (1899 – 1997) е предпоследният загинал член на Ранните птици на авиацията. [1][5]
- Уилям Хърбърт Ейткен (1887 – 1964)
- Едуардо Алдасоро Суарес (1894 – 1968). Мексиканските братя Едуардо и Хуан Алдасоро проектират, конструират и летят с планери. Те също така проектират и построяват ранен самолетен двигател.
- Хуан Пабло Алдасоро (1893 – 1962)
- Арчибалд Ливингстън Алън (1886 – 1954)
- Уолтър Е. Алън (? – ? )
- Малкълм Греъм Алисън (1894 – 1984) [6]
- Лорънс Малкълм Алисън (1894 – 1974)
- Франсис Инман Амори (1895 – 1974)
- Алекс Франсис Арсие (1890 – 1969)
- Чарлз Антъни Аренс (1895 – 1967) е секретар на Early Birds of Aviation.
- Робърт Джеймс Армор (1887 – 1972)
- Едуард Робърт Армстронг (1876 – 1955)
- Робърт Т. Армстронг (? – 1936)
- Джордж Б. Арнолд (1893 – 1956)
- Генерал Хенри Харли Арнолд (1886 – 1950)
- Артър Крюгер Астън (1897 – 1988)
- Уилям Винсент Астор (1891 – 1959). Баща му е Джон Джейкъб Астор IV, загинал при катастрофата на Титаник .
- Бърт Милтън Аткинсън (1887 – 1937)
- Хари Нелсън Атууд (1883 – 1967)
- Стюарт Франсис Ауер (1898 – 1958)
- Райнхард Норберт Аусмус (1896 – 1970), известен още като Рейни Аусмус
- Уилям Л. Ейвъри (? – 1942)

### Б
- Vearne Clifton Babcock] (1887 – 1972) – Виърн Клифтън Бабкок (1887 – 1972)
- Lieutenant William Bartlett Bacon (1897 – ?) – Лейтенант Уилям Бартлет Бейкън (1897 – ?).Роден е на 27 май 1897 година в Бруклайн, Масачузетс.

- Edgar Wirt Bagnell (1890 – 1958) – Едгар Уърт Багнел (1890 – 1958) Научил се да лети в Нюпорт Нюс, Вирджиния, през 1915 година. Почива в дом за грижи в Бъркли, Калифорния, на 27 август 1958 година.
- Frederick Walker Baldwin (1882 – 1948) – Фредерик Уокър Балдуин (1882 – 1948)
- William Ivy Baldwin (1866 – 1953) – Уилям Айви Балдуин (1866 – 1953)
- Horace Clyde Balsley (1893 – 1942) – Хорейс Клайд Балсли (1893 – 1942)
- Neil Bangs (?–?) – Нийл Бангс (?–?)
- Captain Horatio Claude Barber (1875 – 1964) – Капитан Хорейшо Клод Барбър (1875 – 1964)
- Floyd Edward Barlow (1889 – 1977) – Флойд Едуард Барлоу (1889 – 1977)
- Ralph Stanton Barnaby (1893 – 1986) – Ралф Стантън Барнаби (1893 – 1986)
- George E. Barnhart (1896 – 1962) – Джордж Е. Барнхарт (1896 – 1962)
- Richard Bernard Barnitz (1891 – 1960) – Ричард Бернард Барниц (1891 – 1960)
- Rutledge Bermingham Barry (1896 – 1967) – Рътледж Бърмингам Бари (1896 – 1967)
- Carl Sterling Bates (1884 – 1956) – Карл Стърлинг Бейтс (1884 – 1956)
- Lieutenant Edmond Elkins Bates (1896 – 1982) – Лейтенант Едмънд Елкинс Бейтс (1896 – 1982)
- Mortimer Fleming Bates (1883 – 1961) – Мортимер Флеминг Бейтс (1883 – 1961)
- Carl Truman Batts (1892 – 1969) – Карл Труман Батс (1892 – 1969)
- Hillery Beachey (1885 – 1964) – Хилъри Бийчи (1885 – 1964)
- George William Beatty (1887 – 1955) – Джордж Уилям Бийти (1887 – 1955)
- Harvey Arthur Beilgard (1888 – 1943) – Харви Артър Бейлгард (1888 – 1943)
- Frank J. Bell (1885 – 1957) – Франк Дж. Бел (1885 – 1957)
- Giuseppe Mario Bellanca (1886 – 1960) – Джузепе Марио Беланка (1886 – 1960)
- Edward Antoine Bellande (1897 – 1976) – Едуард Антоан Беланд (1897 – 1976)
- Patrick Nieson Lynch Bellinger (1885 – 1962) – Патрик Нийсън Линч Белинджър (1885 – 1962)
- Joseph S. Bennett (?–1955) – Джозеф С. Бенет (?–1955)
- Lester Frank Bishop (1889 – 1967) – Лестър Франк Бишъп (1889 – 1967)
- Filip Augustin Björklund (1886 – 1967) – Филип Аугустин Бьорклунд (1886 – 1967). Роден е на 6 декември 1886 година. Почива на 10 юли 1967 година в Гьотеборг, Швеция.
- Louis Charles Joseph Blériot (1872 – 1936) – Луи Шарл Жозеф Блерио (1872 – 1936)
- Joseph Anthony Blondin (?–1952) – Джозеф Антъни Блондин (?–1952)
- Pierre de Lagarde Boal (1895 – 1966) – Пиер де Лагард Боал (1895 – 1966)
- Edward R. Boland (1892 – 1967) – Едуард Р. Боланд (1892 – 1967). Роден е на 5 юни 1892 година. Почива през 1967 година.
- Joseph John Boland (1879 – 1964) – Джозеф Джон Боланд (1879 – 1964)
- Alfred Bolognesi (1886 – 1972) – Алфред Болонези (1886 – 1972)
- Allan Francis Bonnalie (1893 – 1983) – Алън Франсис Бонейли (1893 – 1983). Роден е на 29 септември 1893 година в Колорадо. Почива на 29 януари 1983 година в Сан Диего, Калифорния.Има го в Залата на славата на авиацията на Колорадо.
- Carl Richard Borkland (1895 – 1951) – Карл Ричард Боркланд (1895 – 1951)
- William Bouldin III (1885 – 1953) – Уилям Болдин III (1885 – 1953)
- Overton Martin Bounds (1895 – 1942) – Овъртън Мартин Баундс (1895 – 1942)
- George Norris Boyd (1889 – 1981) – Джордж Норис Бойд (1889 – 1981)
- Philip Boyer (?–1950) – Филип Бойер (?–1950)
- Jesse Cyril Brabazon (1885 – 1970) – Джеси Сирил Брабазън (1885 – 1970)
- John Moore-Brabazon, 1st Baron Brabazon of Tara (1884 – 1964) – Джон Мур-Брабазън, 1-ви барон Брабазън от Тара (1884 – 1964)
- Eric Thompson Bradley (1894 – ?) – Ерик Томпсън Брадли (1894 – ?)
- Caleb Smith Bragg (1885 – 1943) – Калеб Смит Браг (1885 – 1943). Роден е на 23 ноември 1885 година в Цинцинати, Охайо. Почива на 24 октомври 1943 година в Мемориалната болница в Манхатън, Ню Йорк Сити.
- Fred H. Brauninger (1887 – 1950) – Фред Х. Браунингер (1887 – 1950)
- Homer Ludwig Bredouw (1896 – 1950) – Хомер Людвиг Бредоу (1896 – 1950)
- Louis Charles Breguet (1880 – 1955) – Луи Шарл Бреге (1880 – 1955)
- Lewis Hyde Brereton (1890 – 1967) – Луис Хайд Брертън (1890 – 1967)
- George Howard Brett (1886 – 1963) – Джордж Хоуърд Брет (1886 – 1963)
- Bruno Brevonesi (?–?) – Бруно Бревонези (?–?)
- Georgia Ann Thompson Broadwick (1893 – 1978) ♀ – Джорджия Ан Томпсън Бродуик (1893 – 1978) ♀
- Walter Lawrence Brock (1889 – ) – Уилям С. Брок (1895 – 1932)
- Walter Richard Brookins (1889 – 1953) – Уолтър Ричард Брукинс (1889 – 1953)
- John B. Brooks (1891 – 1975) – Джон Б. Брукс (1891 – 1975)
- Gerald Evan Brower (1893 – 1941) – Джералд Еван Броуър (1893 – 1941)
- Harold Haskell Brown (1872 – 1950) – Харолд Хаскъл Браун (1872 – 1950)
- Harry Bingham Brown (1883 – 1954) – Хари Бингам Браун (1883 – 1954) Lawrence W. Brown (?–1945) – Лорънс У. Браун (?–1945)
- Ralph Myron Brown (1893 – 1977) – Ралф Майрън Браун (1893 – 1977)
- W. Norman Brown (?–1976) of Toronto, Ontario, Canada – У. Норман Браун (?–1976) от Торонто, Онтарио, Канада.
- Harry Augustine Bruno (1893 – 1978) – Хари Огюстин Бруно (1893 – 1978)
- John C. Bryan (?–1932) – Джон С. Браян (?–1932)
- Mahlon P. Bryan (?–1932) – Малън П. Браян (?–1932)
- Alys McKey Bryant (1880 – 1954) ♀ – Алис Маки Брайънт (1880 – 1954) ♀
- Frank M. Bryant (?–1957) – Франк М. Брайънт (?–1957)
- Gilbert George Budwig (1895 – 1978) – Гилбърт Джордж Будвиг (1895 – 1978)
- Walter R. Bullock (1899 – 1986) – Уолтър Р. Бълок (1899 – 1986)
- Vernon Lee Burge (1888 – 1971) – Вернон Лий Бърдж (1888 – 1971)
- Vincent Justus Burnelli (1895 – 1964) – Винсент Юстъс Бърнели (1895 – 1964)
- Arthur C. Burns (1892 – 1970) – Артър Си. Бърнс (1892 – 1970)
- Frank Herbert Burnside (1888 – 1935) – Франк Хърбърт Бърнсайд (1888 – 1935)
- Paul Verdier Burwell (1891 – 1955) – Пол Вердиер Бъруел (1891 – 1955)

### К
- Жанет Доти Колдуел (1895 – 1971)
- Джон Лансинг Калън (1886 – 1958)
- Буел Хийт Канади (1893 – 1986)
- Леон Ерол Канади (1887 – 1978)
- Джоузеф Юджийн Карбъри (1887 – 1961)
- Норберт Дж. Каролин (? – 1963)
- Уолтър Дж. Кар (1896 – 1970)
- Филип А. Карол (? – 1957)
- Ралф Бигълоу Картър (1896 – 1984). Той е роден на Нова година, 1 януари 1896 г. Умира на 9 юли 1984 г. [7]
- Верн Картър (1893 – 1964)
- Джоузеф Лий Като (1888 – 1965). Той е роден на 18 февруари 1888 г. в Якима, Вашингтон . Той прави първия си самостоятелен полет на 15 октомври 1909 г. с еднокрил самолет, който той проектира и конструира.
- Clyde Vernon Cessna (1879 – 1954) от Cessna Aircraft Company
- Алфред Ноблет Чандлър (1889 – 1954)
- Чарлз де Форест Чандлър (1878 – 1939)
- Карлтън Джордж Чапман (1886 – 1971). Той е роден на 4 юни 1886 г. в Макон, Джорджия, в семейството на Карлтън Бърк Чапман (1859 – 1921) и Флора Смит (1848 – 1908). Посещава Военната академия на САЩ . Той се жени за Марта Дрейк Уомбъл (1899 – 1979) през 1924 г. Умира във Фицджералд, Джорджия, на 11 ноември 1971 г.
- Артър Рийд Кристи (1890 – 1964)
- Уилям Уитни Коледа (1865 – 1960). Той е роден през 1865 г. в Северна Каролина . Той проектира един от първите самолети с елерони . Умира в болница Белвю в Манхатън, Ню Йорк, от пневмония на 14 април 1960 г. Той живееше на 600 West 144th Street, Ню Йорк.
- Хари Питър Кристоферсън (1884 – 1968). Той е роден в Спенсър, Айова, на 31 март 1884 г. Той почина в неделя, 8 декември 1968 г., в Санта Клара, Калифорния, на 84-годишна възраст.
- Църква Евърет Вейл (1880 – 1951). Той е роден на 3 януари 1880 г. в Бруклин, Ню Йорк . Умира на 12 февруари 1951 г. Погребан е в гробището Green-Wood в Бруклин.
- Джордж Ръсел Кларк (1894 – 1976)
- Вирджиний Еванс Кларк (1886 – 1948)
- Арманд Валтер Клавери (1896 – 1993). Той е роден на 10 март 1896 г. в Калифорния. Той посещава авиационно училище Curtiss в Сан Диего, Калифорния, през пролетта на 1912 г. Солира на 15 юни 1912 г. Сертификатът му е задържан, тъй като е под минималната възраст от 18 години. Умира на 9 януари 1993 г. в Сан Луис Обиспо, Калифорния, на 96 години.
- Уилям Р. Клингер (1895 – 1935) от Мичиган.
- Франк Тренхолм Кофин (1878 – 1960) [8]
- Стюарт Уелсли Когсуел (1891 – 1956) известен още като Стюарт Андрю Когсуел
- Кларънс Блеър Кумбс (1888 – 1944)
- Джон Д. Купър (? – 1936) от Бриджпорт, Кънектикът .
- Хари Депю Копланд (1896 – 1976)
- Франк Т. Кортни (1894 – 1982) от Англия
- Паркър Дресър Крамър (1896 – 1931)
- Харви Крауфорд (1889 – 1971)
- Хари Болтън Крюдсън (1881 – 1956)
- Уилям Редмънд Крос (1874 – 1940)
- Хенри Кент Кроуел (1890 – 1955). Той е роден на 26 юни 1890 г. в Ню Йорк. Умира на 29 март 1955 г. в Северна Каролина.
- Хауърд Пол Кълвър (1893 – 1964)
- Алфред Остел Кънингам (1881 – 1939)
- Джон Дж. Къран (? – 1966) от Лонг Айлънд Сити, Ню Йорк .
- Джон Франсис Къри (1886 – 1973)
- Грийли Стивънсън Къртис младши (1871 – 1947). Той е роден на 19 януари 1871 г. в семейството на Грийли Стивънсън Къртис старши в Бостън, Масачузетс . Умира през 1947 г.
- Глен Хамънд Къртис (1878 – 1930)
- Левит Люцерн Къстър (1888 – 1962)

### Д
- Джон Б. Даниел (? – 1964)
- Хърбърт Артър Дарг (1886 – 1941)
- Ърл Стенли Дохърти (1887 – 1928). Той е роден на 4 април 1887 г. в Айова . Умира през 1928 г.
- Хауърд Калхун Дейвидсън (1890 – 1984) генерал-майор от военновъздушните сили на армията на САЩ [9]
- Стюарт Верн Дейвис (1874 – 1955).
- Уолтър С. Дейвис старши (1893 – 1952)
- Фредерик Труби Дейвисън (1896 – 1974)
- Чарлз Хили Дей (1884 – 1955). Той е роден в Саламанка, Ню Йорк, на 29 декември 1884 г. Умира в Пасифик Палисейдс, Калифорния, на 26 май 1955 г.
- Къртис ЛаК. ден (1895 – 1972). Той е роден на 24 май 1896 г. в Пакстън, Илинойс . Умира през 1972 г.
- Антонио Санче де Бустаменте младши (1886 – 1951) от Куба. Баща му е Антонио Санче де Бустаменте старши от Куба, съдия в Световния съд . [10]
- Кларънс Адеър Дежие (1888 – 1987)
- Дана Чейс Дехарт (1886 – 1975)
- Фред Корстад ДеКор (1878 – 1964). Той е роден в окръг Лион, Айова, на 24 февруари 1878 г. Умира през 1964 г.
- Рафаел Сергиус де Миткевич (1884 – 1946)
- Уилям Остин Денехи (1891 – 1974)
- Ричард Хенри Депю младши (1892 – 1948). Той е роден в Плейнфийлд, Ню Джърси, на 20 май 1892 г. Умира от мозъчен кръвоизлив в дома си на 28 януари 1948 г.
- Лайънъл Хърбърт Де Ремер (1889 – 1962). Той е роден на 21 февруари 1889 г. в Харисън, Мичиган, в семейството на Маккленан Де Ремер (1866 – ? ). Умира през 1962 г.
- Жан Франсис ДеВилард (1882 – ? ). Той е роден във Фордайс, Арканзас, на 28 февруари 1882 г.
- Феърман Роджърс Дик (1885 – 1976). Роден е на 7 август 1885 г. Умира през 1976 г.
- Чарлз Дикинсън (1858 – 1935). Направен е почетен член. Той е роден през 1858 г., което го прави най-старият от ранните птици на авиацията. Той беше един от братята основатели, заедно с братята си Албърт Дикинсън и Нейтън Дикинсън, на Dickinson Seed Company в Чикаго, Илинойс . В началото на века това беше една от най-големите компании за семена в света. Някои от международните му полети бяха използвани за връщане на семена от чужди държави.
- Уилям К. Дил (1891 – 1974)
- Ралф Клейтън Дигинс (1887 – 1959) от Ralph C. Diggins Company. Той е роден на 7 март 1887 г. в Кадилак, Мичиган, и се премества в Чикаго, Илинойс . Той прави първия си полет през 1912 г. и е 26-ият човек в Съединените щати, който получава лиценз за пилот, издаден от Aero Club of America . Умира през 1959 г.
- Уилям Е. Дохърти (? – 1954)
- Чарлз Х. Долан II (1895 – 1981)
- Чарлз Долфус (1893 – 1981), бащата на Одуен Долфус .
- Джон Доменхоз (1886 – 1952). Той е роден в Швейцария през 1886 г. Той става американски гражданин през 1937 г. Неговият самолет Blériot е в Националния музей на авиацията и космоса. Той беше шестият човек, завъртял примката. Умира през 1952 г. [11]
- Бъртън Маккендри Дулитъл (1897 – 1990). Той е роден на 29 януари 1897 г. в Чикаго, Илинойс . Умира на 27 юли 1990 г. в Монтерей, Калифорния .
- Хенри Дора (? – 1977)
- Реймънд Е. Дауд (? – 1948)
- Карл Хари Дуеде (1886 – 1956) от окръг Гътри, Айова .
- Дейвид Ърл Дънлап (1896 – 1957)
- Джеймс Лео Дънсуърт (1887 – 1956). Той е роден на 6 февруари 1887 г. в Каролтън, Илинойс . Той е назначен във Военната академия на Съединените щати и завършва през 1909 г. През 1933 г. той посещава университета в Париж . Умира на 12 януари 1956 г. в Лос Анджелис, Калифорния .
- Франсис Виктор дю Пон (1894 – 1962). Той беше син на Томас Коулман дю Пон . Той е бил член на Държавната магистрална комисия на Делауеър от 1922 до 1949 г. и е назначен за комисар на Бюрото за обществени пътища през 1953 г. и е служил до 1955 г. Докато служи като комисар, той препоръча програма за магистрали, която доведе до законодателство, съгласно което беше изградена Междущатската магистрална система. [12]

### Е
- Уорън Самюел Итън (1891 – 1966)
- Херман Антъни Екер (1888 – 1969). Роден е на 31 август 1888 г. Умира през юли 1969 г. в Уилямспорт, Пенсилвания . Погребан е в гробището Woodlawn в Сиракуза, Ню Йорк .
- Самюъл Б. Екерт (1884 – 1973). Той е роден на Бъдни вечер, 24 декември 1884 г., във Филаделфия. за първи път соло през септември 1916 г. и притежава сертификат номер 52 на Fédération Aéronautique Internationale като пилот на хидроплан. Умира на 2 юни 1973 г. [13]
- Полковник Джон П. Еджърли (1888 – 1982). Той е роден на 3 април 1888 г. във Върмонт. Той служи в армията от 2 ноември 1911 г. Умира на 12 август 1982 г.
- Густав Й. Екстром (1895 – 1968)
- Франк Х. Елис (1896 – 1979)
- Теодор Гордън Елисън (1885 – 1928)
- Албърт Елтън (1888 – 1975). Той е роден на 9 август 1888 г. в Йънгстаун, Охайо . Той изпълнява соло на 9 ноември 1911 г. в Kinlock Field в Сейнт Луис, Мисури, в Wright Model B. Той беше лиценз номер 75 на Fédération Aéronautique Internationale . Умира на 20 юни 1975 г. в Колумбиана, Охайо . [14]
- Рафи Емерсън (1880 – 1962)
- Алберт Джон Енгел (1879 – 1978). Роден е на 12 май 1879 г. Умира през декември 1978 г. в Кливланд, Охайо .
- Лерой М. Енис (1893 – 1978)
- Луис Г. Ериксън (? – 1946)
- Commodore Frithiof Gustaf Ericson (1880 – 1941)
- Робер Есно-Пелтери (1881 – 1957) от Франция.
- Капитан Джонатан Дикинсън Есте (1887 – 1962) от Филаделфия. Той е роден през 1887 г. във Филаделфия в семейството на Чарлз Есте. Той се жени за Лидия Ричмънд на 6 февруари 1919 г. във Вашингтон, окръг Колумбия [15]
- Франсис Томас Еванс старши (1886 – 1974)
- Вилхелм Хайнрих Еверс (1884 – 1960) от Нидер Елба, Германия.

### Ф
- Анри Фабр (1882 – 1984). Един от най-дълго и последните живи пионери на авиацията, умира на 102.
- Елиша Ноел Фалес (1887 – 1970). Той е роден в Лейк Форест, Илинойс, на 23 декември 1887 г. Той лети сам на 2 април 1910 г. Получава бакалавърска степен от Масачузетския технологичен институт през 1911 г. Умира от левкемия на 29 декември 1970 г. в болницата Good Samaritan в Балтимор, Мериленд .
- Чарлз Л. Фей (? – 1961)
- Луи А. Фенуйе (? – 1943)
- Хари Фъргюсън (1884 – 1960) от Ирландия.
- Майор Пол Лий Ферон (1888 – 1956). Той е роден във Филаделфия, Пенсилвания, на 2 март 1888 г. Умира през 1956 г.
- Farnum Thayer Fish (1896 – 1978)
- Шеплар Уорд Фицджералд (1884 – 1953)
- Максимилиан Чарлз Флайшман (1877 – 1951)
- Луис де Флорес (1889 – 1962)
- Антон Херман Герард Фокер (1890 – 1939)
- Хари Х. Форд (? – 1969) от Ford Engineering в Бриджпорт, Кънектикът .
- Джоузеф Розуел Форкнър (1892 – 1968)
- Бенджамин Делахауф Фулоа (1879 – 1967)
- Ираклио Алфаро Фурние, внук на основателя на Naipes Ираклио Фурние .
- Харолд С. Фаулър (1887 – 1957). Той е роден в Ливърпул, Англия, през 1887 г. След това родителите му се преместват в Ню Йорк. Умира в Палм Бийч, Флорида, на 17 януари 1957 г. на 70-годишна възраст.
- Робърт Джордж Фаулър (1884 – 1966) от Сан Франциско, Калифорния
- Рой Нюъл Франсис (1886 – 1952)
- Джоузеф Франц (1890 – 1979)
- Уилям Йейтс Фрей (1882 – 1968)
- Джон Фредерик Фройнд старши (1874 – 1932). Той е роден на 8 юни 1874 г. във Франкфурт на Майн, Германия . Той е баща на Джон Ф. Фройнд (1918 – 2001). Умира през 1932 г. в болница Мемориал в Манхатън, Ню Йорк .
- Артър Теодор Фролих (1892 – 1936)
- Доналд Фрост (? – 1950)
- Джон Фрост (1883 – 1945) [16]
- Ръдърфорд Фулъртън (1880 – 1952). Той е роден на 30 юни 1880 г. в Кълъмбъс, Охайо . Умира на 17 май 1952 г. в Лагуна Бийч, Калифорния . Погребан е в гробището Green Lawn в Кълъмбъс, Охайо .

### Г
- Джон Рудолф Гаметър (1876 – 1957)
- Хари Ганц (1888 – 1949)
- Пол Едуард Гарбър (1899 – 1992). [17]
- Бен Гарисън (1888 – 1947)
- Иван Р. Гейтс (1890 – 1932)
- Джордж Гей (авиатор) (1892 – 1948)
- Луис Х. Гертсън (1887 – 1942)
- Уилям Уолъс Гибсън (1876 – 1965)
- Джордж С. Гилеспи (1889 – 1975)
- Едгар Алън Гоф младши (1896 – 1989)
- Франк У. Гудейл (1889 – 1948) [18]
- Луис Е. Гудиър младши (1885 – 1961)
- Доналд Х. Гордън (1883 – 1968)
- Едгар Стейли Горел (1891 – 1945)
- Хари Т. Греъм (1874 – 1952)
- Чарлз Хемпсън Грант (1894 – 1987)
- Рудолф Р. Грант (? – 1950)
- Хари Д. Граулич (1896 – 1968). Той е роден в Ню Йорк на 2 юли 1896 г. Той почина в четвъртък, 24 октомври 1968 г., в Ривърсайд, Ню Джърси .
- Джордж Алфонсо Грей (1882 – 1956)
- Джон Ф. Грей (? – 1976)
- Уилям Грийн (авиатор) (1872 – 1952) е зъболекар.
- Дейвид Грег (авиатор) (1895 – 1973). Той е роден в Кеймбридж, Масачузетс, на 29 септември 1895 г. Умира на 11 март 1973 г.
- Майкъл Грегър (1888 – 1953)
- Джордж Д. Гранди младши (1898 – 1998). Той беше последният загинал член на Ранните птици на авиацията. [1]
- Емил Густафсон (? – 1951).

### Х
- Клифтън Овърман Хадли (1877 – 1963) е първият платен пилот на въздушна поща . [19] Той е роден на 10 февруари 1877 г. в семейството на Алфред Хадли и Кезия К. Овърман. Той се жени за Нели М. Калахан на 21 октомври 1902 г. Умира на 10 юни 1963 г. в болница и медицински център Рединг в Рединг, Пенсилвания, на 87 години [20]
- Ърнест К. Хол (1897 – 1972)
- Полковник Джордж Юстас Амиот Халет (1890 – 1982). Той и Джон Сирил Порт планират да направят първия трансатлантически полет. Те щяха да използват летяща лодка, поръчана от Родман Уонамейкър, но бяха възпрепятствани от началото на Първата световна война .
- Гранат Рой Халидей (1891 – 1955) от Канада. Той е роден на 21 юни 1891 г. в Канада. Умира на 27 януари 1955 г. в Лос Анджелис, Калифорния .
- Томас Фостър Хамилтън (1894 – 1969) от Hamilton Standard Company .
- Лий Хамънд (1890 – 1932)
- Стедман Шъмуей Ханкс (1889 – 1979)
- Генерал-майор Томас Хенли младши (1893 – 1969)
- Генерал-лейтенант Милард Хармън (1888 – 1945) е бил във военновъздушните сили на армията на Съединените щати по време на Тихоокеанската кампания през Втората световна война . Умира на 3 март 1945 г.
- Уилям Харпър младши (? – ? )
- Хелън Ходж Харис (1893 – 1967). ♀
- Артър Дж. Хартман (1888 – 1970). Умира на 19 октомври 1970 г.
- Харолд Хартни (1888 – 1945)
- Бърт Реймънд Джон Хасъл (1893 – 1974)
- Чарлз Едуард Хаторн (1879 – 1955). Той е роден на 6 декември 1879 г. в Мейсън Сити, Айова . През 1912 г. той лети със своя биплан тип Curtiss от прерията между Мейсън Сити, Айова, и Клиър Лейк, Айова . Умира на 21 май 1955 г. в Лос Анджелис, Калифорния .
- Уилям Е. Хаупт (? – 1955)
- Бекуит Хейвънс (1890 – 1969)
- Командир Уилис Брадли Хавиланд (1890 – 1944)
- Алън Рамзи Хоули (1864 – 1938)
- Джак У. Хърд (1887 – 1976)
- Едуард Баярд Хийт (1888 – 1931)
- Андрю Халенбек Херманс (1895 – 1984)
- Майор Лео Джералд Хефернан (1889 – 1956)
- Хауърд Дж. Хайндъл (1896 – 1972). Той е роден в Ойл Сити, Пенсилвания, на 3 август 1896 г. Умира на 9 юни 1972 г.
- Алберт Зигмунд Хайнрих (1889 – 1974)
- Артър О. Хайнрих (1887 – 1958). Роден е на 18 април 1887 г.
- Джон Хенинг (1878 – 1953)
- Чарлз А. Херман (? – 1953)
- Чарлз Е. Хес (? – 1968)
- Юджийн Хет (1879 – 1959), известен още като Дивия Бил Хет.
- Уилям А. Хетлих младши (? – 1962)
- Робърт Пенроуз Хюит (1894 – 1953). Той е роден във Филаделфия на 2 юли 1894 г. Умира през 1953 г. [21]
- Джон Е. Хики (1890 – 1970). Той е роден на 26 януари 1890 г. в Спрингфийлд, Илинойс . Той почина в Ашланд, Илинойс, на 11 август 1970 г., три седмици след като апендиксът му се спука.
- Фредерик Хилд (1890 – 1963). Роден е през 1890 г. Умира в Маями, Флорида, на 31 октомври 1963 г.
- Ерик Хилдес-Хайм (1894 – 1983)
- Стенли Хилър старши, бащата на Стенли Хилър младши (1924 – 2006)
- Едуард Фут Хинкъл (1876 – 1967). Роден е на 22 май 1876 г.
- Мелвин Уайман Ходждън (1896 – 1980)
- Ръсел Ф. Холдърман (1895 – 1981). Роден е на 26 февруари 1895 г. Умира на 25 май 1981 г. на 86 години.
- Едуард Хенри Холтерман (1886 – 1964)
- Макс Холцем (1892 – 1980)
- Фредерик Адам Хувър (1887 – 1981)
- Ортън Уилям Хувър (1891 – 1958). Той е роден на 11 март 1891 г. във Феърмаунт, Индиана . Умира на 16 юни 1958 г.
- Кларънс Ф. Хортън (? – 1964).
- Фредерик Едгар Хумел (1896 – 1975). Той е роден на 18 август 1896 г. в Милуоки, Уисконсин, в семейството на Джон Питър Хъмел. Умира на 26 май 1975 г. в Ричмънд, Вирджиния .
- Фредерик Ераст Хъмфрис (1883 – 1941)
- Хауърд Хънтингтън (1885 – 1968)
- Джоузеф Реймънд Хътчинсън (1886 – 1975)

### аз, Дж
- Лесли Лирой Ървин (1895 – 1966)
- Едуин Кенет Джакуит (1892 – 1984)
- Уилям С. Дженкинс (? – 1957) от Стейтън Айлънд, Ню Йорк .
- Шакир Салиба Джеруан (1881 – 1942)
- Кристиан Йохансен (? – ? )
- Генерал-майор Дейвънпорт Джонсън (1890 – 1963)
- Едуард Албърт Джонсън (1885 – 1949)
- Франк М. Джонсън (? – 1961). На 12 февруари 1910 г. той става първият роден калифорниец, който притежава и управлява самолет.
- Джеймс М. Джонсън (1885 – ? ). Той е роден на 19 юли 1885 г. в Хелена, Арканзас, в семейството на Бел Т. и Джеймс Б. Джонсън. Той се жени за Корнелия Спенсър на 25 юни 1912 г.
- Луис Джонсън (? – 1963)
- Робърт Р. Джонсън (1891 – 1959). Роден е през 1891 г. Той е награден със сертификат номер 205 на Fédération Aéronautique Internationale през 1913 г. Умира в Сейнт Луис, Мисури, на 5 ноември 1959 г. [22]
- Виктор Г. Джонсън (? – 1983)
- Уолтър Елсуърт Джонсън (1889 – 1961)
- Арчибалд Б. Джонстън (? – 1950)
- Байрън Куинби Джоунс (1888 – 1959)
- Ърнест ЛаРю Джоунс (1882 – 1955)
- Хари М. Джоунс (1890 – 1973)
- Асен Йорданов (1896 – 1967)

### К
- Джон Уилям Кабицке (1885 – 1944). Той е роден на 18 август 1885 г. в Милуоки, Уисконсин, в семейството на Пол Питър Кабицке. Той се жени за Рокси Рокасъл. Умира на 15 август 1944 г. в Елгин, Илинойс
- Джон Г. Камински (1893 – 1960)
- Харолд Деволф Кантнер (1886 – 1973)
- Франк Т. Кастори старши (1883 – 1966). Роден е на 11 април 1883 г. в Няги Кикинда, Унгария. Той става гражданин на Съединените щати през 1908 г. Той получава лиценз номер 261 на Fédération Aéronautique Internationale на 12 август 1913 г. Той се жени за Ида Бранденбург на 27 юни 1917 г. в Чикаго, Илинойс . Умира през 1966 г. в Брейдънтън, Флорида . [23]
- Викторин Качински (1891 – 1986)
- Хорас П. Кийн (1885 – 1974). Той е роден на 29 юли 1885 г. в Сейнт Джоузеф, Мичиган . Умира на 7 май 1974 г. в Топанга, Калифорния .
- Джордж Мартин Кийтли (1886 – 1967). Той е роден на 5 юни 1886 г. Умира на 30 декември 1967 г. и е погребан в Тенеси.
- Едуард А. Кели (? – ? )
- Ралф Б. Кенард (? – 1978)
- Франк М. Кенеди (? – 1965)
- Уолтър Г. Килнър (1888 – 1940)
- Лео Б. Кимбъл (1896 – 1977)
- Уилбър Равел Кимбъл (1863 – 1940). [24]
- Ралф Мейсън Киндерман (1887 – 1969). Той е роден на 13 август 1887 г. в Графтън, Западна Вирджиния . Умира на 21 октомври 1969 г. в Мидълтаун, Ню Джърси .
- Бертел Уодсуърт Кинг (1887 – 1968)
- Д-р Джеръм Кингсбъри (1871 – 1944)
- Джеймс Л. Кини (? – 1976)
- Рой Карингтън Къртланд (1874 – 1941)
- Даниел Кисер (? – 1934)
- Август Рой Кнабеншу (1875 – 1960)
- Роланд Саутард Ноулсън (1893 – 1957) от Канзас Сити, Мисури
- Алфред Кьониг (? – 1960) от Германия.
- Август Карл Кьорблинг (1894 – 1970). Роден е на 27 август 1894 г. Умира на 29 април 1970 г. в Лос Анджелис.
- Естен Болинг Когер (1881 – 1941)
- Едуард Албърт Корн (1888 – 1980). Той е роден на 2 март 1888 г. в Монтра, Охайо, и има брат летец, Милтън Хоумър Корн (1889 – 1913), който загива при самолетна катастрофа . Едуард умира на 17 септември 1980 г. в Сий Гърт, Ню Джърси . Погребан е в гробището Евъргрийн в Лансинг, Мичиган .
- Джеймс С. Крул (1889 – 1978)
- Карл Т. Кул (? – 1952)

### Л
- Божена Лаглерова (1886 – 1941). Чешки летец-пионер. Тя стана първата жена, лицензирана от Австрийския аероклуб, и втората жена, лицензирана от Германия.
- Джон Кер Лагроун (1890 – 1953)
- Франк Пърди Лам (1877 – 1963)
- Емил Матю Леърд (1896 – 1982). Той пуска в производство първия търговски самолет в своята авиационна компания EM Laird.
- Дийн Иван Ламб (1886 – 1956)
- Албърт Бонд Ламбърт (1875 – 1946)
- Ефрейтор Уилям Антъни Ламки (? – 1963). Умира на 7 януари 1963 г. в болницата за ветерани в Западен Лос Анджелис, Калифорния .
- Жан Мари Ландри (1888 – 1956)
- Бойд Латъм (? – 1961)
- Рут Банкрофт Лоу (1887 – 1970) ♀
- Франк Уилям ЛаВиста (1893 – 1963). Той е роден на 11 март 1893 г. в Ню Йорк. Посещава университета в Северна Каролина. До 1930 г. той живее в Хемпстед, Ню Йорк . Умира на 1 юли 1963 г.
- Оливър Колин Лебутие (1894 – 1983)
- Е. Хамилтън Лий (1892 – 1994)
- Робърт Едуард Лий (1886 – 1973)
- Уолтър Едуин Лийс (1887 – 1957)
- Брус Гарднър Лейтън (1892 – 1965)
- Уили Ленерт (1885 – 1968) известен още като Уили Ленерт от Мичиган
- Лорънс Леон (1889 – 1965)
- Лорънс Дж. Леш (1892 – 1965)
- Самюел С. Луис (1886 – 1946)
- Гьоте Линк (1879 – 1980)
- Валтер Лисауер (1882 – 1965). Той емигрира от Германия в Ню Джърси.
- Алън Хейнс Локхийд (1889 – 1969)
- Grover C. Loening (1888 – 1976)
- Албин Каспер Лонгрен (1882 – 1950)
- Флавий Ърл Лоуди (? – 1953)
- Израел Лудлоу (1873 – 1955)

### М
- Полковник Теодор Чарлз Маколи (1887 – 1965). Той е роден на 30 септември 1887 г. в Минесота. Умира на 19 април 1965 г. в Сан Диего, Калифорния . Погребан е в националното гробище Форт Роузкранс.
- Лесли К. Макдил (1889 – 1938) ✝. Той загина при самолетна катастрофа .
- Чарлз Стюарт Макдоналд (1884 – 1953)
- Робърт Франсис Макфай (1881 – 1943)
- Емори Конрад Малик (1881 – 1958)
- Кенет Мар (? – 1963)
- Джеймс Керн Марс (1875 – 1944). Той беше 11-ият лицензиран пилот в САЩ.
- Ричард С. Маршал (? – ? ). Той беше пилот на въздушна поща.
- Глен Лутър Мартин (1886 – 1955)
- Полковник Харолд С. Мартин (1892 – 1961)
- Джеймс Върнън Мартин (1885 – 1956)
- Дидие Масон (1886 – 1950) от Франция
- Уилям А. Матери (? – 1960) от Хорнел, Ню Йорк .
- Хирам Пърси Максим (1869 – 1936)
- Джеймс К. Макбрайд (? – ? )
- Джеймс Б. Маккали младши (? – ? )
- Джон У. МакКласки (? – 1953)
- Губернатор Джон Александър Дъглас Маккърди (1886 – 1961)
- Едуард Орик Макдонъл (1891 – 1960)
- Лейтенант Уилям Мейтланд Макилвен (1885 – 1963)
- Джордж Ф. Маклафлин (? – 1962)
- Лейтенант Емил Майнеке (1892 – 1975)
- Джордж Майснер (1894 – 1947)
- Ръсел Л. Мередит (? – 1965)
- Глен Едмънд Месер (1895 – 1995). Той е роден в окръг Хенри, Айова на 12 юли 1895 г. Умира на 13 юни 1995 г. в Бирмингам, Алабама.
- Корд Майер, вероятно бащата на Корд Майер
- Чарлз У. Майерс (1896 – 1972)
- Бернета Милър (1884 – 1972). ♀ Тя беше петата лицензирана жена пилот в Съединените щати.
- Лестър Милър (1894 – 1963)
- Лойд Е. Милър (1890 – 1968), известен още като Ханк Милър.
- Уилям К. Милър (? – ? )
- Томас ДеВит Милинг (1887 – 1960)
- Франк Милс (авиатор) (? – 1940)
- Робърт Дж. Миншал (? – 1954) от Сиатъл, Вашингтон .
- Артър Х. Микс (1885 – 1971). Роден е на 19 март 1885 г.
- Матилде Мойсан (1878 – 1964). ♀ Тя беше втората жена в Съединените щати, получила лиценз за пилот. [25] [26]
- Робърт С. Мур (1867 – 1944)
- Стюарт А. Морган (1893 – 1975)
- Реймънд Винсент Морис (1890 – 1943). Той е роден на 31 август 1890 г. в Милфорд, Кънектикът . Умира на 6 юли 1943 г.
- Пърси Джордж Брокхърст Морис (1885 – 1944)
- Холис Лерой Мюлер (1887 – 1949)
- Хърбърт Артър Мунтер старши (1895 – 1970). Той е роден на 13 юни 1894 г. в Сиатъл, Вашингтон . Умира на 24 май 1970 г. в Конкорд, Калифорния .
- Джордж Доминик Мъри (1889 – 1956)
- Едуин Чарлз Музик (1894 – 1938)
- Джордж Франсис Майерс (1865 – 1961)

### H
- Ърл Л. Найден (1894 – 1944)
- C. Едуард Нелсън (? – ? )
- Нелс Дж. Нелсън (1887 – 1964)
- Дъглас Блейкшоу Недъруд (1885 – 1943)
- Джордж Нетцов (1889 – 1977) от Нойенбрук, Германия
- Джон М. Х. Никълс (? – 1982)
- Чарлз Франклин Найлс (1888 – 1916)
- Ръсел Б. Норт (1893 – 1972)

### О
- Вили Ото Обер (1895 – 1971)
- Едуард Оливие (1886 – ? ). Той е роден на 26 юли 1886 г. във Филаделфия, Пенсилвания . Той почина в Лос Анджелис, Калифорния .
- Ърл Луис Овингтън (1879 – 1936)

### P и Q
- Джордж А. Пейдж младши (? – 1983)
- Стенли Х. Пейдж (? – ? )
- Джоузеф Мари Палисар (1886 – 1960)
- Хари Парк (1869 – 1955)
- Евън Дженкинс Паркър (1885 – 1966)
- Фред Ф. Паркър (? – 1965)
- Уил Д. Паркър (? – 1981)
- Агустин Парла Ордуня (1887 – 1946). Първият човек, излетял от Кий Уест до Мариел, Куба, и поставил световен рекорд през 1913 г.
- Едуин Чарлз Парсънс (1892 – 1968)
- Чарлз Х. Патерсън (? – ? )
- Джон У. Патисън (1884 – 1957). Той е роден на 10 март 1884 г. в Милфорд, Охайо . Умира на 24 януари 1957 г.
- Феликс Владислав Павловски (1876 – 1951)
- Чарлз Уесли Питърс (1889 – ? ) Смятан за първия афроамерикански пилот. [27]
- Джон Ф. Петре (? – 1969)
- Люба Г. Филипс (1888 – 1959)
- Елмо Нийл Пикърил (1885 – 1968)
- Сидни Пикълс (1894 – 1975)
- Пърси Пиърс (? – 1962)
- Самюъл С. Пиърс (1887 – 1973). Умира на 4 август 1973 г. в Милтън, Масачузетс .

- Август Поуст (1874 – 1952) Поуст е класически американски авантюрист, който се отличава като пионер в автомобилостроенето, летец на балони, ранен летец, писател, актьор, музикант и лектор. Той беше 13-ият човек, летял със самолет, измисли термина „летище“, замисли и организира трансатлантическия въздушен преход, превърнал се в полета на Линдберг, и беше секретар на Аероклуба на Америка повече от 20 години.
- Едуин М. Пост младши (1893 – 1973)
- Джордж Бъркбек Пост (1891 – 1960)
- Клод Вашингтон Паунд (1885 – 1980). [28]
- Кларънс Оливър Прест (1896 – 1954)
- Морис Л. Прево (1887 – 1952) от Франция. Той е роден във Франция на 22 септември 1887 г. Той се жени за Жана Катрин Франсоаз Мулатон (1881 – 1956) в Реймс през 1921 г. Умира в Ньой сюр Сен на 27 ноември 1952 г.
- Фредерик Холи Прайм (1888 – 1985)
- Фредерик Х. Принс младши (? – 1962)
- Джон Даниел Пробст младши (1895 – 1932). Роден е на 18 юли 1895 г. в Ню Йорк.
- Айра Дж. Профит (1888 – 1972) Роден е през 1888 г. Умира на 24 август 1972 г. в болницата Санта Моника в Санта Моника, Калифорния, на 80-годишна възраст.
- Джордж Х. Прудън (1893 – 1964)
- Сам А. Пърсел (? – 1942)
- Хариет Куимби (1875 – 1912) ♀ първата американска жена лицензиран пилот

### Р
- Айра Аделберт Рейдър (1887 – 1958)
- Адмирал Де Уит Клинтън Рамзи (1888 – 1961). Роден е през 1888 г. Умира на 7 септември 1961 г. във военноморската болница във Филаделфия на 72-годишна възраст [29]
- Александър Ранкин (1887 – 1948). Той е роден на 15 март 1887 г. във Фростбърг, Мериленд .
- Артър Рей (? – ? )
- Албърт Кушинг Рийд (1887 – 1967)
- Чарлз Рийд (? – 1941)
- Андрю Рийд (1887 – 1955)
- Маршал Ърл Рийд (1883 – 1967)
- Клиъртън Хауърд Рейнолдс (1883 – 1930). Той е роден през 1883 г. в Мидълтаун, Ориндж Каунти, Ню Йорк . Той умира на Свети Валентин, 14 февруари 1930 г., при автомобилна катастрофа в Маунт Клеменс, Мичиган . [30] [31] Погребан е в Националното гробище в Арлингтън .
- Хари В. Рейнолдс (? – 1951)
- Харисън С. Ричардс (? – ? )
- Холдън Честър Ричардсън (1878 – 1960)
- Артър Л. Ричмънд (1896 – 1955)
- Хауърд Макс Райнхарт (1885 – 1949)
- Хю Армстронг Робинсън (1881 – 1963)
- Жан Алфред Рош (1894 – 1977)
- Полковник Робърт Локърби Рокуел (1892 – 1958). Той е роден на 18 март 1892 г. в Синсинати, Охайо . Умира на 24 януари 1958 г. в Сан Бернардино, Калифорния .
- Уолъс Л. Рокуел (? – 1969)
- Бърнард Франсис Рориг (1880 – 1948)
- Роланд Ролфс (1892 – 1974)
- Доминго Росильо дел Торо (1878 – 1957)
- Оливър Андрю Росто (1881 – 1972). Роден е на 24 август 1881 г. Той прави първия си полет на 5 ноември 1909 г. в моноплан по собствена конструкция. Умира от инсулт на 10 април 1972 г.
- Генерал-майор Ралф Ройс (1890 – 1965)
- Джордж Ф. Ръсел (? – ?) от Бруклин, Ню Йорк Сити .
- Люсил Белмонт Рътшоу (? – 1961) ♀

### С
- Gustavo Adolfo Salinas Camiña (1893 – 1964)
- Alberto Salinas Carranza (1892 – 1970) of Mexico.
- Bert Saunders (? – 1945) of San Francisco, California.
- Brigadier General Martin F. Scanlon (1889 – 1980). He was born on August 11, 1889. He died on January 26, 1980, at Walter Reed Army Medical Center.[32]
- Lieutenant William G. Schauffer (? – 1951)
- Frank Schoeber (1891 – 1970). He was born in New York City on April 21, 1891. He soloed a plane in August 1912 in Mineola, New York. He had a stroke in 1961. He died on July 19, 1970, in Cape May, New Jersey, at the age of 79.
- Rudolf William Schroeder (1886 – 1952)
- Major Edward Graf Schultz (1898 – 1943). ✝ He was born in 1898 in New Jersey. He was killed in action on July 29, 1943 near Yangkai, China after returning from a bombing mission over Hong Kong.
- Blanche Stuart Scott (1885 – 1970) ♀
- Lieutenant Lyle H. Scott (1886 – 1930). ✝ He was killed in an aircrash.
- George Henry Scragg (1890 – 1968)
- William Edmund Scripps (1882 – 1952)
- Howard M. Shafer (1893 – 1973)
- Castle W. Shaffer (1882 – 1954) aka Lucky Bob Saint Henry.
- Cleve Thomas Shaffer (1884 – 1964). He was born on December 3, 1884.
- Walter J. Shaffer (1891 – 1974)
- Robert F. Shank (1891 – 1968)
- Samuel H. Sharp (? – 1965)
- Benson Russell Shaw (1894 – 1961)
- William H. Sheahan (1872 – 1956). He was born on August 22, 1872. He died on September 11, 1956. His archive is housed at the National Air and Space Museum.
- A. P. Shirley (? – 1951)
- Charles W. Shoemaker (1891 – 1950)
- Joseph Clark Shoemaker (1881 – 1956). He was born in Бриджтън, on January 8, 1881, to Clement Waters Shoemaker. He attended Princeton University. he died in 1956.
- Игор Сикорски (1889 – 1972)
- Milton H. Simmons (? – 1969)
- Oliver G. Simmons (1878 – 1948)
- Robert Simon (? – ?)
- Dorothy Rice Sims (1889 – 1960) ♀
- Cecil Raymond Sinclair (1888 – 1986). He was born on April 8, 1888, in Chandlerville, Illinois
- Albert Daniel Smith (1887 – 1970)
- Hilder Florentina Smith (1890 – 1977) ♀
- James Floyd Smith (1884 – 1956)
- Jay Dee Smith (1889 – 1963). First commercial flight in the world, Saint Petersburg, Florida
- Lawton Vasque Smith (1894 – 1963)
- Major General Ralph C. Smith (1893 – 1998)
- Orval Huff Snyder (1892 – 1951) was treasurer for Aire-Kraft
- Oscar A. Solbrig (1870 – 1941)
- Sir Thomas Octave Murdoch Sopwith (1888 – 1989)
- Carl Andrew Spaatz (1891 – 1974)
- Commander Earl Winfield Spencer Jr. (1888 – 1950)
- Percival Hopkins Spencer (1897 – 1995)
- Thomas Eric Springer (1892 – 1971)
- Anthony Stadlman (1886 – 1982).[33][34]
- William M. Stark (? – 1942)
- Arney P. Stenrud (1895 – 1955)
- Thomas E. Steptoe (1884 – 1960)
- John B. Stetson, possibly a descendant of John Batterson Stetson
- Robert J. Stewart (1883 – 1948)
- Edward Stinson (1893 – 1932)
- Katherine Stinson (1891 – 1977) ♀
- Marjorie Stinson (1895 – 1975) ♀
- Paul R. Stockton (1880 – 1962)
- Arthur Burr Stone (1874 – 1943)
- Elmer Fowler Stone (1887 – 1936)
- Lieutenant General George Edward Stratemeyer (1890 – 1969)
- John Gale Stratton (? – 1961)
- Paul Studenski (1888 – 1936)
- Max F. Stupar (1885 – 1944) [35]
- Hugo Sundstedt (1886 – 1966)
- Harry B. Suppe (? – 1969)
- William Fred Suppe (? – 1969)
- Andrew M. Surini (1894 – 1958)
- Adolph Gilbert Sutro (1891 – 1981). He was born on October 25, 1891, in San Francisco, California.
- John Redondo Benjamin Sutton (1890 – 1947)

### T
- Морис Табуто (1884 – 1976) [36]
- Гурдън Луций Тарбокс (1888 – 1971)
- Лансинг Келог Тевис (1893 – 1957)
- Подполковник Уилям Тоу (1893 – 1934)
- Джоузеф Х. Томас (? – 1965)
- Уилям Т. Томас (1888 – 1966)
- Делойд Томпсън (1888 – 1949)
- Карл Х. Томсен (? – 1984)
- Чарлз Бърел Тибс (1896 – 1965)
- Самюел Александър Тикъл (1890 – 1966). Роден е на 4 септември 1890 г. в Ню Йорк, Ню Йорк, починал през 1966 г.
- Картър Тифани (1896 – 1977)
- Ото Уилям Тим (1893 – 1978)
- Хенри Едуардс Тонкрей (1894 – 1929)
- Джоузеф Р. Тори (1892 – 1983)
- Адмирал Джон Хенри Тауърс (1885 – 1955) е адмирал от ВМС на Съединените щати и пионер във военноморския летец. Той има важен принос за техническото и организационно развитие на военноморската авиация от самото ѝ начало, като в крайна сметка служи като началник на Бюрото по аеронавтика (1939 – 1942). Той командва оперативните сили на самолетоносачите по време на Втората световна война и се пенсионира през декември 1947 г. Той и Марк Мичер бяха единствените ранни пионери на военноморската авиация, които оцеляха при екстремните опасности на ранния полет, за да останат във военноморската авиация през цялата си кариера. Той беше първият военноморски летец, който получи флагов ранг и беше най-старшият защитник на военноморската авиация по време, когато флотът беше доминиран от адмирали на бойни кораби. Тауърс прекарва последните си години в подкрепа на аеронавигационни изследвания и съветване на авиационната индустрия.
- Джеймс Клифърд Търпин (1886 – 1966)
- Хорас Б. Тътъл (1881 – 1964)
- Джон Х. Туид (? – 1961)

### U
- Ралф Хазлет Ъпсън (1888 – 1968) [37]

### V
- Джордж Е. Ван Арсдейл (? – 1948)
- Клифърд С. Вандиворт (1893 – 1938) от Пенсилвания. Той беше син на Маргарет и Езра Вандиворт
- Стенли Ървинг Вон (1886 – 1972). Той е роден на 16 декември 1886 г. в семейството на Тилингхаст Моури Вон и Адел П. Кейс. Умира на 9 март 1972 г. в Кълъмбъс, Охайо
- Виктор Върнън (1883 – 1968)
- JBR Verplanck (1881 – 1955) от Fishkill-on-Hudson, Ню Йорк, летец, летял в круиза за надеждност на Големите езера през 1913 г. [38]
- Логан Арчболд Вилас (1891 – 1976), известен още като Джак Вилас
- Сидни Арчибалд Винсент (1894 – 1976). Той е роден на 28 юни 1894 г. във Фариболт, Минесота . Той живее в Tabb, Вирджиния, през 1945 г., когато работи за Newport News Shipbuilding .

### У
- Хенри Рой Уейт (1884 – 1978)
- Хенри У. Уолдън (1883 – 1964)
- Лесли Луис Уокър старши (1888 – 1960) от LL Walker Company. Роден е на 2 октомври 1888 г., починал на 5 август 1960 г. Погребан в Хюстън, Тексас в гробището Forest Park Lawndale. Пионер-авиатор, автомобилен състезател и състезател с моторни лодки, който конструира и управлява свой собствен самолет през 1910 г. Роден в Уилоу Спингс, Мисур и починал в Хюстън, Тексас. Надгробът му е врязан с „Ранният летец – EB – QB – OX5“.
- Артър П. Уорнър (1870 – 1957)
- Робърт А. Уорън (1882 – 1990). Той е роден през 1882 г. в Матапоисет, Масачузетс . Умира на 8 февруари 1990 г. в Юпитер, Флорида, на 98 години.
- Уолдо Дийн Уотърман (1894 – 1976)
- Хю Уотсън (1894 – 1955)
- Клифърд Лорънс Уебстър (1891 – 1980). Той е роден на 14 май 1891 г. в Хавърхил, Масачузетс . Умира на Бъдни вечер, 24 декември 1980 г., в Палм Бийч, Флорида .
- Хари Дж. Уебстър (1886 – 1963) от Дулут, Минесота .
- Елинг Оливър Уикс (1889 – 1956)
- Хауърд Франклин Верле (1890 – 1964)
- Чарлз Ф. Уест (1899 – 1972). [39]
- Джон Уестън (авиатор) известен още като Максимилиан Джон Лудуик Уестън (1872 – 1950). Африкански летец Pioneer. [40]
- Иван Пангбърн Уитън старши (1894 – 1975). Роден е на 15 август 1894 г. Умира на 20 юни 1975 г.
- Рей Уилър
- Бърнард Леонард Уилън (1890 – 1983). Той е роден в Синсинати, Охайо, на 19 ноември 1890 г. По-късно семейството му се премества в Дейтън, Охайо, където той посещава Дейтънския университет. След това работи в търговския отдел на Национална каса. Умира на 27 март 1983 г. в Палм Бийч, Флорида .
- Джон Тейлър Хамънд Уитакър (1896 – 1959). Той е роден на 6 март 1896 г. в Съмърсет, Охайо . Умира на 19 октомври 1959 г. в Пало Алто, Калифорния. Погребан е в Националното гробище Golden Gate.
- Джордж Кларк Уайтинг (1894 – 1981)
- Кенет Уайтинг (1881 – 1943)
- Кърби Луис Уитсет (1896 – 1959)
- Чарлз Д. Уигин (? – 1964)
- Чарлз Ливингстън Уигин (? – ? )
- Пол Е. Уилбър (? – 1979)
- Хорас Бърд Уайлд (1879 – 1940)
- Франсис Алексис Уайлдман (1882 – 1956). понякога се изписва Франсис Алексис Уайлдман. Роден е на 4 ноември 1882 г. в Ню Йорк. Умира на 13 август 1956 г. в Сан Диего, Калифорния .
- Чарлз Ф. Уилард (1883 – 1977). Той беше първият барнстормер, както и главен инженер на Глен Л. Мартин и проектира летящи лодки с Глен Къртис .
- Уилям П. Уилетс (1890 – 1964). Той е роден в Skaneateles, Ню Йорк, на 13 май 1890 г.
- Джордж У. Уилямс младши (? – 1931) от Темпъл, Тексас .
- Харолд Бъкли Уилис (1890 – 1962)
- Хю Де Лосат Уилоуби (1856 – 1939)
- Фредерик Джоузеф Уайзман (1875 – 1961)
- Чарлз Кристиан Витмър (1882 – 1929)
- Чарлз Рудолф Витеман (1884 – 1967). Роден е на 15 септември 1884 г. Умира на 8 юли 1967 г. в медицинския център Джърси Шор в Нептун Сити, Ню Джърси . [41]
- Клайд Мървин Ууд (1887 – 1967)
- Франк Уилбър Райт (1886 – 1950)
- Орвил Райт (почетен член)
- Родерик Марион Райт (1887 – 1960). Родерик М. Райт е роден на 24 март 1887 г. в семейството на Лодена и Джеймс Марион Райт. Умира на 13 октомври 1960 г. Погребан е в гробището Oak Grove.
- Уилбър Райт (почетен член)
- Джеймс Мейнрад Вулпи (1889 – 1986)
- Чарлз Д. Уайман (? – 1955)
- Форест Игън Уайсонг (1894 – 1992)

### Y
- Джордж Елам Йегър (1878 – 1953)
- Дейвид Х. Йънг (1894 – 1978)
- Едуард Х. Йънг (? – 1948)

### З
- Втори лейтенант Ерол Хенри Зистел (1895 – 1968)